# Józef Urbanek (podpułkownik)
Józef Urbanek (ur. 8 lutego 1886 w Nowym Sączu, zm. 21 października 1937 w Narajowie) – podpułkownik dyplomowany piechoty Wojska Polskiego, kawaler Orderu Virtuti Militari.

## Życiorys
1 stycznia 1911 roku został mianowany aspirantem oficerskim w randze kadeta rezerwy piechoty. W lutym 1914 roku posiadał przydział do c. i k. 20 pułku piechoty w Krakowie. W jego szeregach wziął udział w mobilizacji sił zbrojnych Monarchii Austro-Węgierskiej, wprowadzonej w związku z wojną na Bałkanach, a następnie walczył na frontach I wojny światowej. Na stopień podporucznika rezerwy został mianowany ze starszeństwem z 1 listopada 1914.
1 listopada 1918 roku został przyjęty do Wojska Polskiego z byłej cesarskiej i królewskiej armii, z zatwierdzeniem posiadanego stopnia podporucznika ze starszeństwem z 1 listopada 1914 roku, i otrzymał przydział do 1 pułku strzelców podhalańskich.
1 czerwca 1921 roku pełnił służbę w dowództwie Dywizji Górskiej, a jego oddziałem macierzystym był wówczas 1 pułk strzelców podhalańskich. 3 maja 1922 roku został zweryfikowany w stopniu majora ze starszeństwem z dniem 1 czerwca 1919 roku i 392. lokatą w korpusie oficerów piechoty, a jego oddziałem macierzystym był w dalszym ciągu 1 pułk strzelców podhalańskich. W 1923 roku pełnił służbę w Sztabie Dowództwa Okręgu Korpusu Nr I w Warszawie na stanowisku szefa Oddziału V, pozostając oficerem nadetatowym 13 pułku piechoty w Pułtusku. 2 listopada 1923 roku został przydzielony do Wyższej Szkoły Wojennej w Warszawie, w charakterze słuchacza III Kursu Doszkolenia. 15 października 1924 roku, po ukończeniu kursu i otrzymaniu dyplomu naukowego oficera Sztabu Generalnego, został przydzielony do Inspektoratu Armii Nr V we Lwowie na stanowisko III referenta. 14 października 1926 roku został przeniesiony do składu osobowego inspektora armii, generała dywizji Mieczysława Norwid-Neugebauera we Lwowie na stanowisko referenta. 12 kwietnia 1927 roku awansował na podpułkownika ze starszeństwem z dniem 1 stycznia 1927 roku i 35. lokatą w korpusie oficerów piechoty. 26 kwietnia 1928 roku otrzymał przeniesienie do 29 pułku Strzelców Kaniowskich w Kaliszu na stanowisko dowódcy II batalionu, detaszowanego w Szczypiornie. 5 listopada 1928 roku został przeniesiony do 31 pułku Strzelców Kaniowskich w Sieradzu na stanowisko zastępcy dowódcy pułku. W lipcu 1929 roku został przeniesiony do Korpusu Ochrony Pogranicza na stanowisko dowódcy Pułku KOP „Wołożyn”. W 1930 roku uczestniczył w ćwiczeniu międzydywizyjnym „Lida”, w charakterze dowódcy pułku KOP. Kierownik tego ćwiczenia, inspektor armii generał dywizji Jan Romer wystawił mu pozytywną opinię: „jako dowódca pułku wykazał bardzo dużo energii, duże wyczucie taktyczne sytuacji, dużą inicjatywę. Pewne braki w wyczuwaniu potrzeby łączności z wyższym dowódcą. Pracował bardzo dobrze”. 23 marca 1932 roku otrzymał przeniesienie z KOP do 32 pułku piechoty w Modlinie na stanowisko dowódcy pułku. Za 1932 rok otrzymał opinię ujemną (został „zdyskwalifikowany”, jako dowódca pułku). Z dniem 31 maja 1934 roku został przeniesiony w stan spoczynku. Zmarł 21 października 1937 roku w Narajowie. 24 października 1937 roku został pochowany w Narajowie.

## Ordery i odznaczenia
- Krzyż Srebrny Orderu Wojskowego Virtuti Militari[23]
- Krzyż Walecznych (trzykrotnie)
- Złoty Krzyż Zasługi (19 marca 1931)[24]
- Krzyż na Śląskiej Wstędze Waleczności i Zasługi
- Odznaka Pamiątkowa Generalnego Inspektora Sił Zbrojnych (12 maja 1936)
- Srebrny Medal Waleczności 2 klasy[25]
- Krzyż Pamiątkowy Mobilizacji 1912–1913[25]